# Јобик
Јобик — Покрет за бољу Мађарску (мађ. Jobbik Magyarországért Mozgalom) јесте конзервативна политичка странка у Мађарској.
Странка себе описује као „принципијелну, конзервативну и радикално патриотску хришћанску странку“, чија је „основна сврха“ заштита „мађарских вредности и интереса“. С друге стране, академици, различити медији и политички противници су оптуживали Јобик за фашизам, неофашизам, неонацизам, расизам, антисемитизам, мржњу према Ромима и хомофобију. Странка је раније држала радикалне, крајње десничарске, десничарско популистичке ставове и подржавала је велику Мађарску.
По броју посланика у Парламенту Мађарске и Европском парламенту, Јобик је друга по снази странка у Мађарској.
Тренутно се странка описује као модерна народна странка конзервативних народа. Недавно (28.2.2020) Истраживање јавног мњења ИДЕА-е за Euronews , анализирао је водећи политолог Балаж Бочкеи и он је протумачио да је бивша националистичка странка Јоббик довршила трансформацију у центристичку народну партију и да је њена гласачка база промењена, и сада је претежно умјерена проевропска изборна јединица.
У последњих пар година су се променили у странку десног центра, своје погледе ка Европској унији нису више евроскептичне, радикалне, иредентистичке, десничарско популистичке фракције су се одвојиле и формирале своје крајње десничарске странке. Јобик се данас може класификовати као конзервативна и хришћанско-демократска странка десног центра са умереним националистичким ставовима.

## Изборни резултати
За Парламент Мађарске:
| Избори | Број гласова (Први круг) | Број гласова (Други круг) | Број посл. места | Исход                 |
| ------ | ------------------------ | ------------------------- | ---------------- | --------------------- |
| 2006.* | 119.007                  | 231                       | 0                | није ушла у Парламент |
| 2010.  | 855.436                  | 141.323                   | 47               | опозиција             |
| 2014.  | 1.020.476                |                           | 24               | опозиција             |

*У савезу са Мађарском странком права и живота 
За Европски парламент:
| Избори | Број гласова | Проценат | Поредак | Број посл. места |
| ------ | ------------ | -------- | ------- | ---------------- |
| 2009   | 427.773      | 14,77%   | 3.      | 3                |
| 2014   | 340.287      | 14,67%   | 3       | 3                |